# UDF 7556
UDF 7556とは、UDF 2150とは、地球から見てろ座の方向に98億光年離れた位置にある渦巻銀河である。
UDF 7556は、ハッブル・ウルトラ・ディープ・フィールド内にある渦巻構造がはっきりしている銀河であり、視直径も同じく渦巻構造が良くわかるUDF 423に匹敵する。しかし、UDF 423よりも1.7倍も遠い距離にあるため、UDF 423よりも巨大な銀河であると推定される。2012年に公開されたハッブル・エクストリーム・ディープ・フィールドの中にも目立つ銀河として写っている。
UDF 7556は距離の割に明るい銀河であり、星形成が通常の銀河より激しいと考えられている。

## 出典

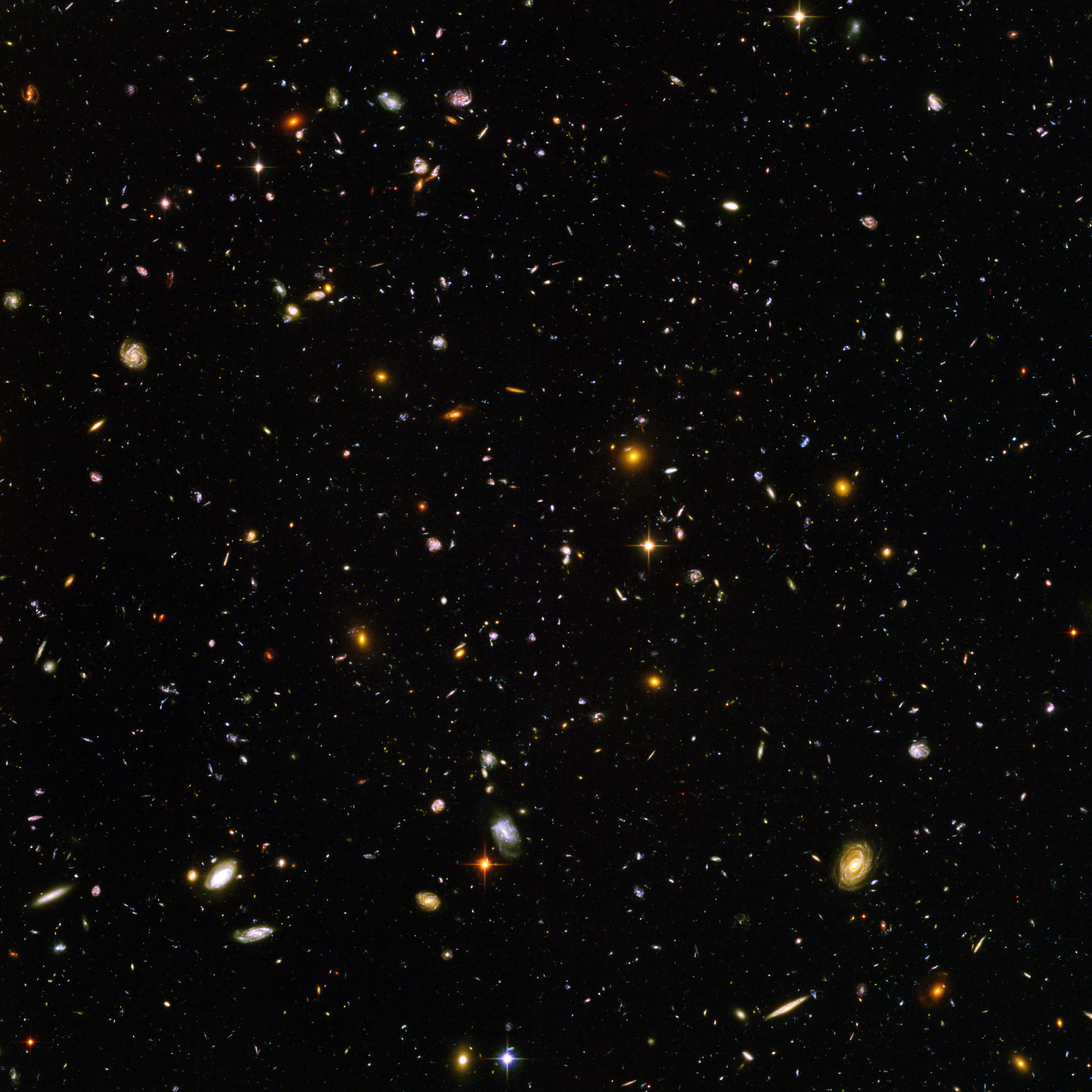
ハッブル・ウルトラ・ディープ・フィールドの画像左上にある渦巻銀河がUDF 7556。